# Majaik - En ungdomsgulag
|  | Denne artikel er oprettet af botten PalnaBot ud fra en ekstern database. Den kan derfor have sproglige fejl eller mangler. Denne skabelon kan fjernes efter kontrol af indholdet. |

Majaik - En ungdomsgulag er en film instrueret af Wido Schlichting.

## Handling
En subjektiv skildring af hverdagen og stemningen på en ungdomsopdragelsesanstalt i Majaik, 120 km syd for Moskva. En produktion optaget under Next Stop Sovjet kampagnen 1989.